# Olympische Sommerspiele 1956/Leichtathletik – 200 m (Männer)

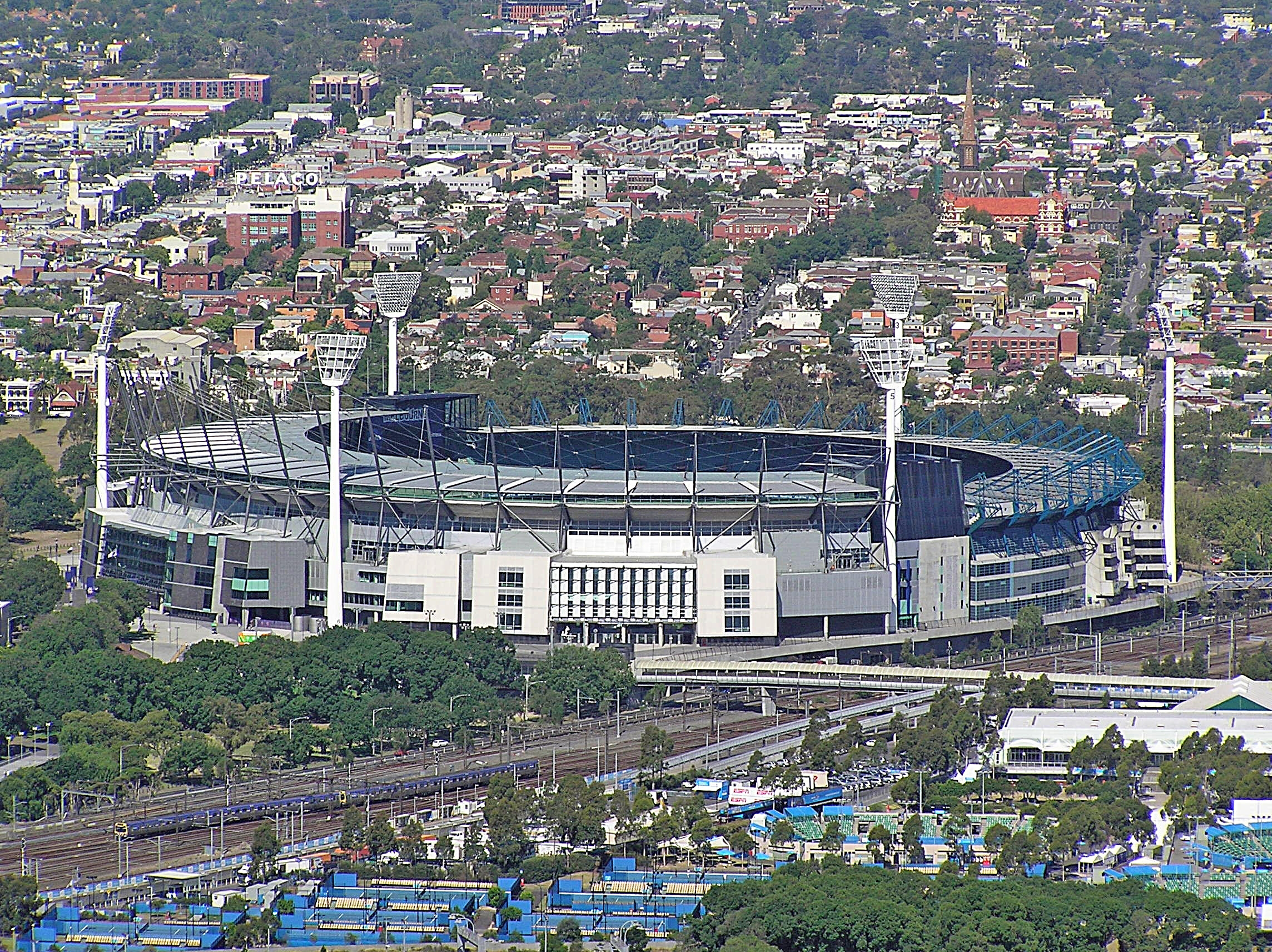
Melbourne Cricket Ground, Olympiastadion (hier im Jahr 2008)

Der 200-Meter-Lauf der Männer bei den Olympischen Spielen 1956 in Melbourne wurde am 26. und 27. November 1956 im Melbourne Cricket Ground ausgetragen. 65 Athleten nahmen teil.
Olympiasieger wurde der US-Amerikaner Bobby Morrow, er gewann vor seinen Landsleuten Andy Stanfield und Thane Baker.
Die deutschen Teilnehmer Karl-Friedrich Haas und Leonhard Pohl erreichten die Halbfinals, schieden dort jedoch aus. Manfred Germar qualifizierte sich zwar für das Viertelfinale, trat aber zum Lauf nicht an. Schweizer und österreichische Athleten nahmen nicht teil.

## Rekorde

### Bestehende Rekorde
| Weltrekord         | 20,6 s | Andy Stanfield ( USA) | Los Angeles, USA                  | 28. Juni 1952  |
| Weltrekord         | 20,6 s | Thane Baker ( USA)    | Bakersfield, USA                  | 23. Juni 1956  |
| Olympischer Rekord | 20,7 s | Jesse Owens ( USA)    | Finale OS Berlin, Deutsches Reich | 5. August 1936 |
| Olympischer Rekord | 20,7 s | Andy Stanfield ( USA) | Finale OS Helsinki, Finnland      | 23. Juli 1952  |

### Rekordverbesserung / -egalisierung
Der US-amerikanische Olympiasieger Bobby Morrow verbesserte den bestehenden olympischen Rekord im Finale am 27. November um eine Zehntelsekunde auf 20,6 s. Damit egalisierte er gleichzeitig den bestehenden Weltrekord.

## Durchführung des Wettbewerbs
66 Läufer traten am 26. November zu zwölf Vorläufen an. Die zwei Besten eines jeden Vorlaufs – hellblau unterlegt – qualifizierten sich für das Viertelfinale am selben Tag, aus dem die jeweils drei besten Läufer – wiederum hellblau unterlegt – die Vorentscheidung erreichten. Die beiden Halbfinals und das Finale wurden am 27. November durchgeführt. In den Halbfinals qualifizierten sich die jeweils ersten drei Starter – hellblau unterlegt – für das Finale.

## Zeitplan
26. November, 14:30 Uhr: Vorläufe

26. November, 17:40 Uhr: Viertelfinale

27. November, 15:00 Uhr: Halbfinale

27. November, 17:00 Uhr: Finale
Anmerkung: Alle Zeiten sind als Ortszeit von Melbourne (UTC + 10) angegeben.

## Vorläufe
Datum: 26. November 1956, ab 14:30 Uhr

### Vorlauf 1
| Platz | Name                     | Nation      | Offizielle Zeit handgestoppt | Inoffizielle Zeit elektronisch | Anmerkung                                      |
| ----- | ------------------------ | ----------- | ---------------------------- | ------------------------------ | ---------------------------------------------- |
| 1     | José Telles da Conceição | Brasilien   | 21,5 s                       | 21,61 s                        |                                                |
| 2     | Manfred Germar           | Deutschland | 21,8 s                       | 21,88 s                        |                                                |
| 3     | René Ahumada             | Mexiko      | 21,9 s                       | 21,96 s                        |                                                |
| 4     | Melville Spence          | Jamaika     | 21,9 s                       | 22,13 s                        | Zwillingsbruder von Malcolm Spence (Vorlauf 5) |
| 5     | Jean-Pierre Goudeau      | Frankreich  | 22,0 s                       | 22,13 s                        |                                                |
| DNS   | Voitto Hellsten          | Finnland    |                              |                                |                                                |

### Vorlauf 2

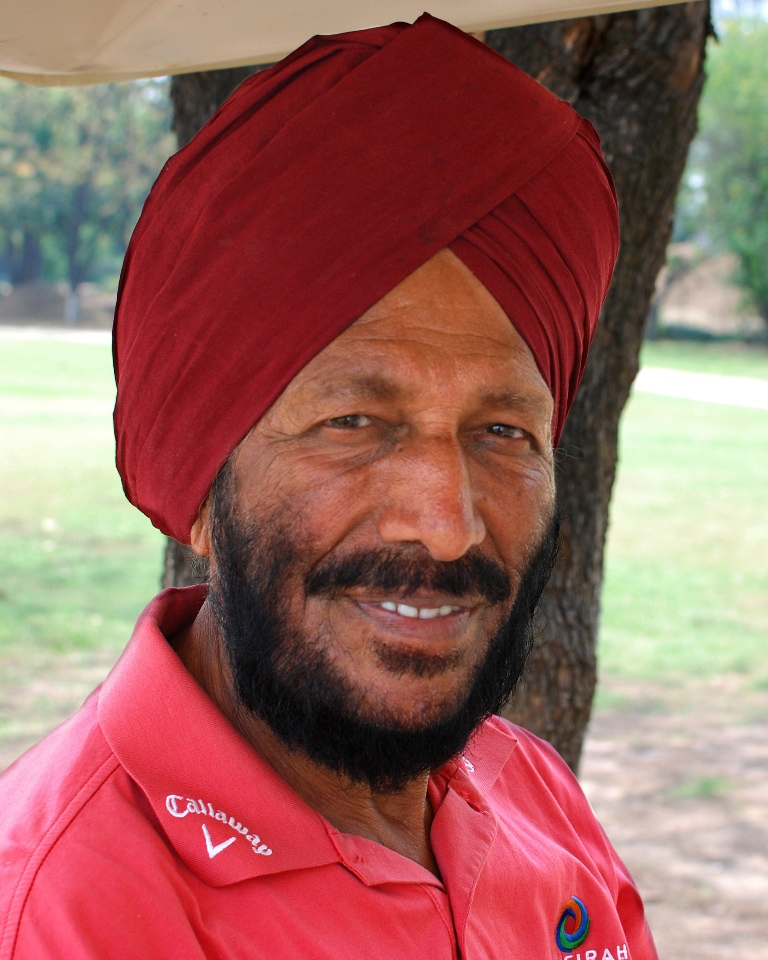
Milkha Singh (Foto von 2012) – ausgeschieden als Vierter des zweiten Vorlaufs

| Platz | Name                | Nation           | Offizielle Zeit handgestoppt | Inoffizielle Zeit elektronisch |
| ----- | ------------------- | ---------------- | ---------------------------- | ------------------------------ |
| 1     | Karl-Friedrich Haas | Deutschland      | 21,4 s                       | 21,56 s                        |
| 2     | Václav Janeček      | Tschechoslowakei | 21,7 s                       | 21,85 s                        |
| 3     | Douglas Winston     | Australien       | 22,0 s                       | 22,20 s                        |
| 4     | Milkha Singh        | Indien           | 22,3 s                       | 22,47 s                        |
| 5     | Kyohei Ushio        | Japan            | 22,4 s                       | 22,64 s                        |
| DNS   | Carlos Sierra       | Kolumbien        |                              |                                |
| DNS   | Zenon Baranowski    | Polen            |                              |                                |

### Vorlauf 3
| Platz | Name              | Nation              | Offizielle Zeit handgestoppt | Inoffizielle Zeit elektronisch |
| ----- | ----------------- | ------------------- | ---------------------------- | ------------------------------ |
| 1     | Mike Agostini     | Trinidad und Tobago | 21,6 s                       | 21,80 s                        |
| 2     | Vincenzo Lombardo | Italien             | 21,8 s                       | 21,94 s                        |
| 3     | Juri Konowalow    | Sowjetunion         | 22,0 s                       | 22,09 s                        |
| 4     | Josef Trousil     | Tschechoslowakei    | 22,3 s                       | 22,54 s                        |
| 5     | Beyene Legesse    | Äthiopien           | 23,4 s                       | 23,63 s                        |
| 6     | Manut Bumrungphuk | Thailand            | 24,4 s                       | 24,59 s                        |
| DSQ   | James Roberts     | Liberia             |                              |                                |

### Vorlauf 4
| Platz | Name                 | Nation      | Offizielle Zeit handgestoppt | Inoffizielle Zeit elektronisch |
| ----- | -------------------- | ----------- | ---------------------------- | ------------------------------ |
| 1     | Andy Stanfield       | USA         | 21,5 s                       | 21,69 s                        |
| 2     | Sergio D’Asnasch     | Italien     | 22,2 s                       | 22,35 s                        |
| 3     | Muhammad Sharif Butt | Pakistan    | 22,2 s                       | 22,38 s                        |
| 4     | Fred Hammer          | Luxemburg   | 22,7 s                       | 22,73 s                        |
| 5     | Roba Negousse        | Äthiopien   | 23,7 s                       | 23,89 s                        |
| DSQ   | Apolinar Solórzano   | Venezuela   |                              |                                |
| DNS   | Norberto Cruz        | Puerto Rico |                              |                                |

### Vorlauf 5
| Platz | Name                | Nation     | Offizielle Zeit handgestoppt | Inoffizielle Zeit elektronisch | Anmerkung                                       |
| ----- | ------------------- | ---------- | ---------------------------- | ------------------------------ | ----------------------------------------------- |
| 1     | Abdul Khaliq        | Pakistan   | 21,1 s                       | 21,32 s                        |                                                 |
| 2     | Maurice Rae         | Neuseeland | 21,4 s                       | 21,57 s                        |                                                 |
| 3     | João Pires Sobrinho | Brasilien  | 21,6 s                       | 21,67 s                        |                                                 |
| 4     | Tom Robinson        | Bahamas    | 21,6 s                       | 21,76 s                        |                                                 |
| 5     | Sándor Jakabfy      | Ungarn     | 21,6 s                       | 21,78 s                        |                                                 |
| 6     | Malcolm Spence      | Jamaika    | 21,7 s                       | 21,86 s                        | Zwillingsbruder von Melville Spence (Vorlauf 1) |
| DNS   | René Farine         | Schweiz    |                              |                                |                                                 |

### Vorlauf 6
| Platz | Name                         | Nation    | Offizielle Zeit handgestoppt | Inoffizielle Zeit elektronisch |
| ----- | ---------------------------- | --------- | ---------------------------- | ------------------------------ |
| 1     | Kanji Akagi                  | Japan     | 22,1 s                       | 22,26 s                        |
| 2     | Jorge de Barros              | Brasilien | 22,2 s                       | 22,30 s                        |
| DNS   | Alfonso Bruno                | Venezuela |                              |                                |
| DNS   | Stan Levenson                | Kanada    |                              |                                |
| DNS   | Géza Varasdi                 | Ungarn    |                              |                                |
| DNS   | ilmar Þorbjörnsson           | Island    |                              |                                |
| DNS   | Sinnayah Karuppiah Jarabalan | Malaya    |                              |                                |

### Vorlauf 7
| Platz | Name              | Nation           | Offizielle Zeit handgestoppt | Inoffizielle Zeit elektronisch |
| ----- | ----------------- | ---------------- | ---------------------------- | ------------------------------ |
| 1     | Thane Baker       | USA              | 21,8 s                       | 21,92 s                        |
| 2     | Béla Goldoványi   | Ungarn           | 21,9 s                       | 22,08 s                        |
| 3     | Bjørn Nilsen      | Norwegen         | 22,2 s                       | 22,33 s                        |
| 4     | Oliver Hunter     | Britisch-Guayana | 22,4 s                       | 22,54 s                        |
| 5     | Giovanni Ghiselli | Italien          | 22,5 s                       | 22,68 s                        |
| 6     | Abebe Hailou      | Äthiopien        | 23,0 s                       | 23,25 s                        |
| DNS   | Alfonso Bruno     | Venezuela        |                              |                                |

### Vorlauf 8
| Platz | Name          | Nation           | Offizielle Zeit handgestoppt | Inoffizielle Zeit elektronisch |
| ----- | ------------- | ---------------- | ---------------------------- | ------------------------------ |
| 1     | Vilém Mandlík | Tschechoslowakei | 21,6 s                       | 21,79 s                        |
| 2     | Hector Hogan  | Australien       | 21,8 s                       | 21,97 s                        |
| 3     | David Segal   | Großbritannien   | 22,1 s                       | 22,22 s                        |
| 4     | Joe Foreman   | Kanada           | 22,2 s                       | 22,28 s                        |
| 5     | Kesavan Soon  | Singapur         | 23,0 s                       | 23,33 s                        |
| 6     | Lee Kah Fook  | Malaya           | 23,7 s                       | 23,94 s                        |

### Vorlauf 9
| Platz | Name           | Nation          | Offizielle Zeit handgestoppt | Inoffizielle Zeit elektronisch |
| ----- | -------------- | --------------- | ---------------------------- | ------------------------------ |
| 1     | Bobby Morrow   | USA             | 21,8 s                       | 21,95 s                        |
| 2     | Edward Szmidt  | Polen           | 21,9 s                       | 22,03 s                        |
| 3     | Graham Gipson  | Australien      | 22,0 s                       | 22,06 s                        |
| 4     | Akira Kiyofuji | Japan           | 22,5 s                       | 22,56 s                        |
| 5     | Abdul Aziz     | Pakistan        | 22,9 s                       | 22,98 s                        |
| DNS   | Ghanim Mahmoud | Königreich Irak |                              |                                |

### Vorlauf 10
| Platz | Name                | Nation              | Offizielle Zeit handgestoppt | Inoffizielle Zeit elektronisch |
| ----- | ------------------- | ------------------- | ---------------------------- | ------------------------------ |
| 1     | Boris Tokarew       | Sowjetunion         | 21,6 s                       | 21,62 s0                       |
| 2     | Brian Shenton       | Großbritannien      | 21,7 s                       | 21,87 s a                      |
| 3     | Rafael Romero       | Venezuela           | 21,8 s                       | 21,85 s a                      |
| 4     | Janusz Jarzembowski | Polen               | 21,9 s                       | 21,91 s0                       |
| 5     | Joe Goddard         | Trinidad und Tobago | 22,3 s                       | 22,23 s0                       |
| 6     | Eero Kivelä         | Finnland            | 22,5 s                       | 22,56 s0                       |
| 7     | Ben Nduga           | Uganda              | k. A.                        | 22,89 s0                       |

### Vorlauf 11
| Platz | Name                | Nation         | Offizielle Zeit handgestoppt | Inoffizielle Zeit elektronisch |
| ----- | ------------------- | -------------- | ---------------------------- | ------------------------------ |
| 1     | Konstantin Lissenko | Frankreich     | 21,8 s                       | 22,06 s                        |
| 2     | Iván Rodríguez      | Puerto Rico    | 21,9 s                       | 22,06 s                        |
| 3     | Roy Sandstrom       | Großbritannien | 22,1 s                       | 22,18 s                        |
| 4     | Pentti Rekola       | Finnland       | 22,1 s                       | 22,22 s                        |
| 5     | Jack Parrington     | Kanada         | 22,4 s                       | 22,61 s                        |
| 6     | Montri Srinaka      | Thailand       | k. A.                        | 23,88 s                        |
| 7     | Emmanuel Putu       | Liberia        | k. A.                        | 24,33 s                        |

### Vorlauf 12
| Platz | Name               | Nation              | Offizielle Zeit handgestoppt | Inoffizielle Zeit elektronisch |
| ----- | ------------------ | ------------------- | ---------------------------- | ------------------------------ |
| 1     | Leonhard Pohl      | Deutschland         | 21,6 s                       | 21,78 s                        |
| 2     | Leonid Bartenew    | Sowjetunion         | 21,8 s                       | 21,94 s                        |
| 3     | Yves Camus         | Frankreich          | 22,2 s                       | 22,37 s                        |
| 4     | Paiboon Vacharapan | Thailand            | 23,8 s                       | 23,92 s                        |
| 5     | Richard Estick     | Jamaika             | 25,5 s                       | 25,81 s                        |
| DNS   | Edmund Turton      | Trinidad und Tobago |                              |                                |

## Viertelfinale
Datum: 26. November 1956, ab 17:40 Uhr

### Lauf 1

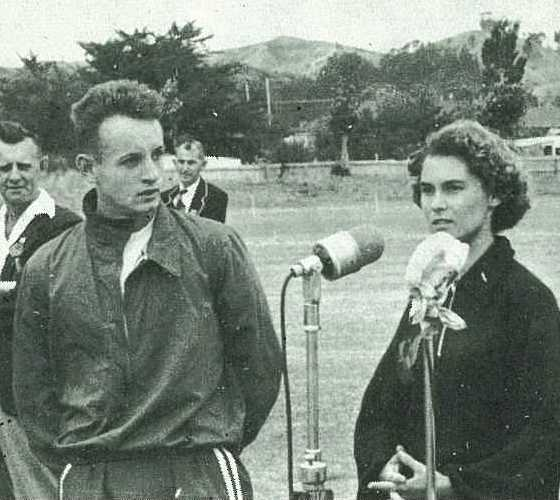
Maurice Rae – ausgeschieden als Sechster des ersten Halbfinals

| Platz | Name            | Nation              | Offizielle Zeit handgestoppt | Inoffizielle Zeit elektronisch |
| ----- | --------------- | ------------------- | ---------------------------- | ------------------------------ |
| 1     | Abdul Khaliq    | Pakistan            | 21,1 s                       | 21,34 s                        |
| 2     | Mike Agostini   | Trinidad und Tobago | 21,1 s                       | 21,35 s                        |
| 3     | Leonhard Pohl   | Deutschland         | 21,3 s                       | 21,49 s                        |
| 4     | Leonid Bartenew | Sowjetunion         | 21,4 s                       | 21,53 s                        |
| 5     | Béla Goldoványi | Ungarn              | 21,5 s                       | 21,64 s                        |
| 6     | Edward Szmidt   | Polen               | 21,6 s                       | 21,73 s                        |

### Lauf 2
| Platz | Name                     | Nation      | Offizielle Zeit handgestoppt | Inoffizielle Zeit elektronisch |
| ----- | ------------------------ | ----------- | ---------------------------- | ------------------------------ |
| 1     | Andy Stanfield           | USA         | 21,1 s                       | 21,22 s                        |
| 2     | Boris Tokarew            | Sowjetunion | 21,2 s                       | 21,42 s                        |
| 3     | José Telles da Conceição | Brasilien   | 21,3 s                       | 21,46 s                        |
| 4     | Vincenzo Lombardo        | Italien     | 21,4 s                       | 21,53 s                        |
| 5     | Kanji Akagi              | Japan       | 21,9 s                       | 22,05 s                        |
| DNF   | Konstantin Lissenko      | Frankreich  |                              |                                |

### Lauf 3

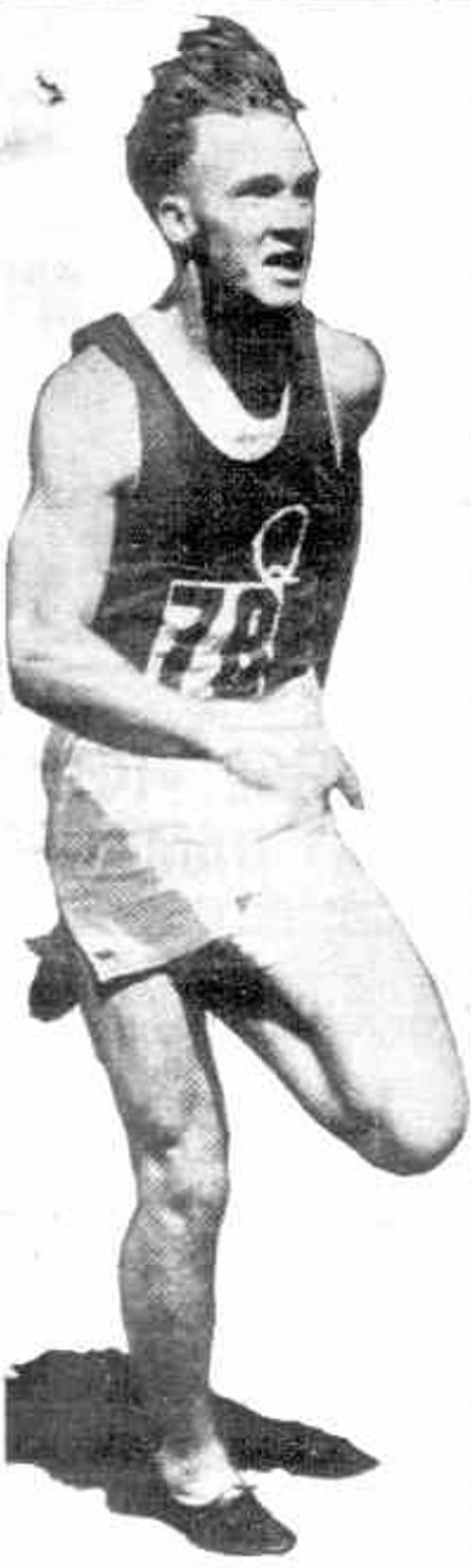
Hector Hogan, Bronzemedaillengewinner über 100 Meter, schied als Vierter des dritten Viertelfinals aus
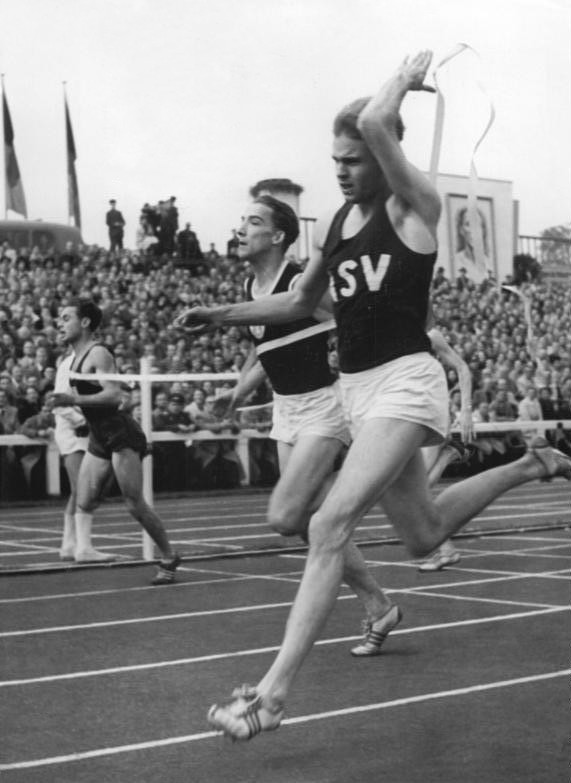
Manfred Germar (rechts) trat zu seinem Viertelfinalrennen nicht an

| Platz | Name                | Nation           | Offizielle Zeit handgestoppt | Inoffizielle Zeit elektronisch |
| ----- | ------------------- | ---------------- | ---------------------------- | ------------------------------ |
| 1     | Thane Baker         | USA              | 21,2 s                       | 21,34 s                        |
| 2     | Vilém Mandlík       | Tschechoslowakei | 21,3 s                       | 21,56 s                        |
| 3     | Karl-Friedrich Haas | Deutschland      | 21,5 s                       | 21,68 s                        |
| 4     | Hector Hogan        | Australien       | 21,7 s                       | 21,90 s                        |
| 5     | Iván Rodríguez      | Puerto Rico      | 21,9 s                       | 22,16 s                        |
| 6     | Sergio D’Asnasch    | Italien          | 22,6 s                       | 22,82 s                        |

### Lauf 4
| Platz | Name            | Nation           | Offizielle Zeit handgestoppt | Inoffizielle Zeit elektronisch |
| ----- | --------------- | ---------------- | ---------------------------- | ------------------------------ |
| 1     | Bobby Morrow    | USA              | 21,9 s                       | 22,03 s                        |
| 2     | Maurice Rae     | Neuseeland       | 22,0 s                       | 22,12 s                        |
| 3     | Brian Shenton   | Großbritannien   | 22,1 s                       | 22,15 s                        |
| 4     | Václav Janeček  | Tschechoslowakei | 22,2 s                       | 22,26 s                        |
| 5     | Jorge de Barros | Brasilien        | 23,7 s                       | 23,88 s                        |
| DNS   | Manfred Germar  | Deutschland      |                              |                                |

## Halbfinale
Datum: 27. November 1956, ab 15:00 Uhr

### Lauf 1
| Platz | Name                     | Nation              | Offizielle Zeit handgestoppt | Inoffizielle Zeit elektronisch |
| ----- | ------------------------ | ------------------- | ---------------------------- | ------------------------------ |
| 1     | Thane Baker              | USA                 | 21,1 s                       | 21,21 s                        |
| 2     | Bobby Morrow             | Trinidad und Tobago | 21,3 s                       | 21,43 s                        |
| 3     | José Telles da Conceição | Brasilien           | 21,4 s                       | 21,53 s                        |
| 4     | Abdul Khaliq             | Pakistan            | 21,5 s                       | 21,58 s                        |
| 5     | Karl-Friedrich Haas      | Deutschland         | 21,5 s                       | 21,74 s                        |
| 6     | Maurice Rae              | Neuseeland          | 21,5 s                       | 21,75 s                        |

### Lauf 2
| Platz | Name           | Nation           | Offizielle Zeit handgestoppt | Inoffizielle Zeit elektronisch |
| ----- | -------------- | ---------------- | ---------------------------- | ------------------------------ |
| 1     | Andy Stanfield | USA              | 21,2 s                       | 21,35 s                        |
| 2     | Bobby Morrow   | USA              | 21,3 s                       | 21,48 s                        |
| 3     | Boris Tokarew  | Sowjetunion      | 21,3 s                       | 21,50 s                        |
| 4     | Leonhard Pohl  | Deutschland      | 21,5 s                       | 21,64 s                        |
| 5     | Vilém Mandlík  | Tschechoslowakei | 21,6 s                       | 21,74 s                        |
| 6     | Brian Shenton  | Großbritannien   | 21,9 s                       | 22,08 s                        |

## Finale
Datum: 27. November 1956, 17:00 Uhr
| Platz | Name                     | Nation              | Offizielle Zeit handgestoppt | Inoffizielle Zeit elektronisch |
| ----- | ------------------------ | ------------------- | ---------------------------- | ------------------------------ |
| 1     | Bobby Morrow             | USA                 | 20,6 s WRe/OR                | 20,75 s                        |
| 2     | Andy Stanfield           | USA                 | 20,7 s                       | 20,97 s                        |
| 3     | Thane Baker              | USA                 | 20,9 s                       | 21,05 s                        |
| 4     | Mike Agostini            | Trinidad und Tobago | 21,1 s                       | 21,35 s                        |
| 5     | Boris Tokarew            | Sowjetunion         | 21,2 s                       | 21,42 s                        |
| 6     | José Telles da Conceição | Brasilien           | 21,3 s                       | 21,56 s                        |

Es wurde ein Zweikampf erwartet zwischen dem Olympiasieger von 1952 Andy Stanfield und Bobby Morrow, dem Gewinner des 100-Meter-Laufs von Melbourne.
Morrow lief mit bandagiertem linken Oberschenkel. Zu Beginn der Zielgeraden lagen beide Favoriten gleichauf, doch Morrow konnte sich leicht absetzen und gewann mit einem Meter Vorsprung vor Stanfield, der dieselbe Zeit lief wie bei seinem Olympiasieg in Helsinki.
Morrow stellte den Weltrekord ein, was gleichzeitig neuen olympischen Rekord bedeutete. Bronze ging an Thane Baker, der über 100 Meter Silber gewonnen hatte. Für Morrow war dies seine zweite Goldmedaille bei diesen Spielen, eine dritte sollte in der 4-mal-100-Meter-Staffel noch folgen.
Bobby Morrow gewann im zwölften olympischen Finale die zehnte Goldmedaille für die USA.

Mit Andy Stanfields Silber- und Thane Bakers Bronzemedaille gelang der US-Mannschaft der zweite Dreifacherfolg in Folge. Insgesamt war es der vierte US-Dreifacherfolg in dieser Disziplin.

Von den bislang 36 vergebenen Medaillen gewannen US-Läufer alleine 25.

## Videolinks
- Melbourne 1956 | BOBBY MORROW | 200m | Athletics | Olympic Summer Games, youtube.com, abgerufen am 12. August 2021
- ✘ Melbourne 1956, Bobby Joe Morrow, 200m (Amateur Footage), youtube.com, abgerufen am 1. Oktober 2017
- Melbourne 1956 Official Olympic Film - Part 2 | Olympic History, Bereich: 20:45 min bis 21:43 min, youtube.com, abgerufen am 12. August 2021